# Khalkhal (Verwaltungsbezirk)
Khalkhal (persisch شهرستان خلخال) ist ein Schahrestan (persisch شهرستان) in der iranischen Provinz Ardabil. Er enthält die Stadt Khalkhal, welche die Hauptstadt des Verwaltungsbezirks ist. Der Bezirk wird mehrheitlich von Aseris bewohnt. 

## Demografie
Bei der Volkszählung 2016 betrug die Einwohnerzahl des Schahrestan 86.731. Die Alphabetisierung lag bei 81 Prozent der Bevölkerung. Knapp 65 Prozent der Bevölkerung lebten in urbanen Regionen.
| Zensusjahr | Einwohnerzahl |
| ---------- | ------------- |
| 2011       | 92.332        |
| 2016       | 86.731        |